# حبيل الذر (يافع)

تعديل مصدري - تعديل

حبيل الذر هي إحدى قرى عزلة لبعوس بمديرية يافع التابعة لمحافظة لحج، بلغ تعداد سكانها 109 نسمة حسب تعداد اليمن لعام 2004.